# بو كاربيلان

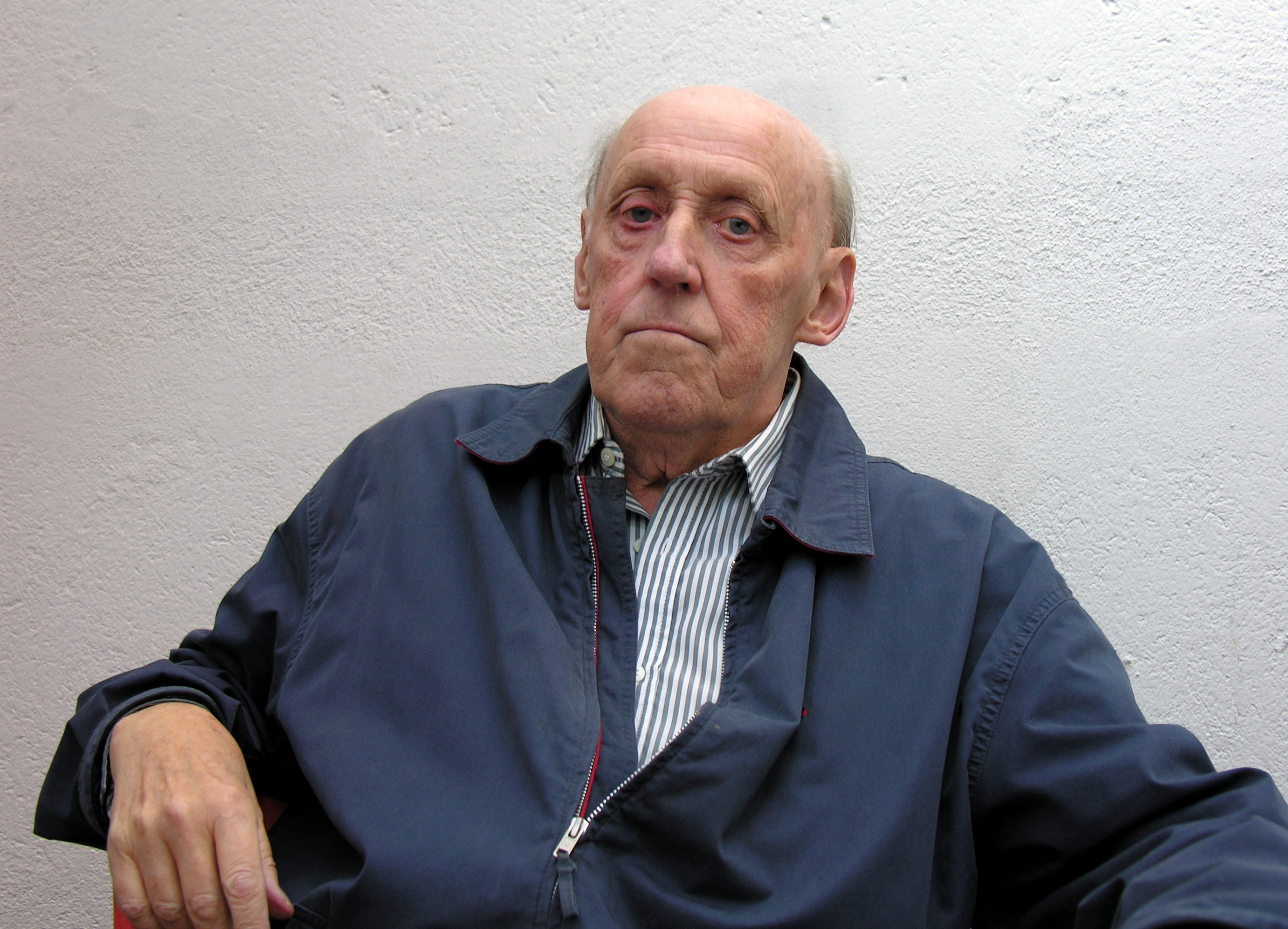
بو كاربيلان 2008.

بو كاربيلان (بالفنلندية:Bo Carpelan ؛هلسنكي، 25 أكتوبر 1926 - 11 فبراير 2011) شاعر و كاتب فنلندي . نشر أول دواوينه في عام 1946 ، وحصل على شهادة الدكتوراه في عام 1960. كاربيلان الذي يكتب باللغة السويدية ، كتب العديد من الدواوين و كذلك العديد من الروايات والقصص القصيرة. و هو الشخص الوحيد الذي حاز جائزة فنلنديا مرتين. قصيدته "كان شتاءً صعباً"، قام بتلحينه الموسيقي أوليس سالينن.

## روابط خارجية
- بو كاربيلان على موقع IMDb (الإنجليزية)
- بو كاربيلان على موقع ميوزك برينز (الإنجليزية)
- بو كاربيلان على موقع أول ميوزيك (الإنجليزية)
- بو كاربيلان على موقع ديسكوغز (الإنجليزية)
- بو كاربيلان على موقع قاعدة بيانات الفيلم (الإنجليزية)